# Viva Engage
O Viva Engage (anteriormente conhecido como Yammer) é um serviço de rede social corporativa que integra a família de produtos Microsoft 365. Ele é utilizado principalmente para comunicação interna em empresas, mas também pode ser usado para redes que conectam diversas organizações. O acesso ao Yammer é determinado pelo domínio de Internet do usuário, permitindo que apenas pessoas com endereço de e-mail autorizado ingressem nas suas redes correspondentes.
O serviço começou como um sistema de comunicação interna para o site de genealogia Geni.com e foi lançado como um produto independente em 2008. Posteriormente, a Microsoft adquiriu o Yammer em 2012 por US$ 1,2 bilhão (cerca de $ 1,57 bilhão em 2023). Atualmente, o Yammer está incluído em todos os planos empresariais do Microsoft 365 e evoluiu para o Viva Engage em fevereiro de 2023. O Viva foi relançado como uma "plataforma de experiência do funcionário" para torná-lo mais amigável para a comunidade.

## História

### Pré-aquisição

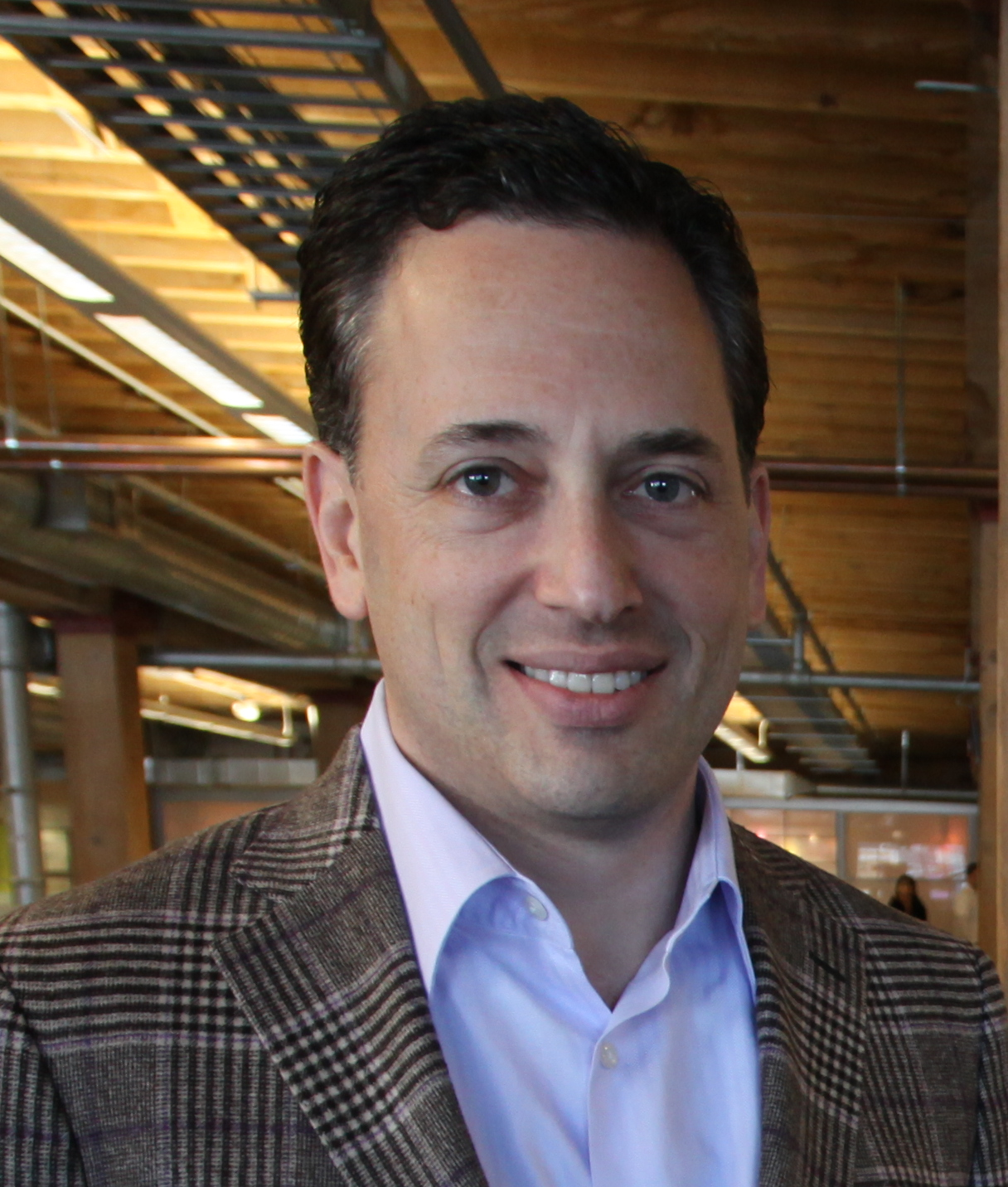
Co-fundador do Yammer, David Sacks

Antigo logo do Yammer, usado até 2018

Em 2008, o Yammer foi criado como uma funcionalidade interna para o Geni por David O. Sacks. Após seis meses de uso no Geni, Sacks apresentou o Yammer na TechCrunch50 para demonstrar as suas capacidades e lançar o produto como um serviço independente, separado do Geni. O Yammer ganhou o prêmio principal na TechCrunch50, o que permitiu um maior investimento no projeto. Desde o início, foi decidido que seria necessário um endereço de e-mail corporativo para utilizar o Yammer.
Em 2009, o Yammer passou por sua primeira reformulação. O conjunto principal de recursos incluía perfis, fotos de perfil para grupos, sugestões de quem seguir e um produto chamado "YammerFox", uma extensão para o Firefox que notificava o usuário final quando uma mensagem era recebida.
Em 2010, novas integrações foram lançadas na aplicação, como enquetes, chat, eventos, links, tópicos, perguntas e respostas, e ideias. O Yammer também lançou a sua própria loja de aplicativos, que incluía o Crocodoc e o Zendesk. Nessa época, o Yammer já havia crescido para mais de 1 milhão de usuários na plataforma. Além disso, o Yammer lançou a sua Integração com o SharePoint 2007 e passou a usar Scala para seu trabalho em tempo real.
Em 2011, o Yammer mudou de Scala de volta para Java para seu trabalho em tempo real devido à complexidade de implementar Scala. O Yammer Notifications foi lançado como substituto do YammerFox. Durante esse período, o Yammer expandiu sua base de usuários para um total de 4 milhões.
Em 2012, o Yammer adquiriu a OneDrum, o que permitiu a implementação de edição de documentos em tempo real e histórico de edição de documentos. Pouco depois, a Microsoft adquiriu o Yammer por US$ 1,2 bilhão. A Microsoft anunciou que a equipe do Yammer seria integrada à divisão do Microsoft Office, mas continuaria a reportar-se a Sacks.

### Pós-aquisição

Último logo do Yammer, usado de 2018 a 2023, quando o seu nome foi alterado para Viva Engage

Em 2013, a Microsoft integrou o Yammer ao Dynamics CRM e incluiu assinaturas do Yammer nos planos empresariais do Microsoft 365. Em 2014, a Microsoft anunciou a transição do desenvolvimento do Yammer para a equipe de desenvolvimento do Microsoft 365, enquanto Sacks anunciou sua saída da Microsoft e do Yammer. O Yammer também introduziu a opção de login através do Office 365 e havia planos para integrar o Yammer ao cabeçalho do Office 365, facilitando a seleção pelos usuários finais.
Em 2015, o Yammer removeu vários recursos relacionados à integração com o SharePoint, incluindo o suporte para o SharePoint Server 2013. Houve um foco renovado no Yammer Embed Feed.
Em 2016, o Yammer removeu o Plano Yammer Enterprise devido a uma mudança para usar a estrutura de assinatura mais geral do Office 365. Eles também anunciaram que o Yammer se integraria aos Grupos do Office 365, além de permitir que os usuários finais criassem e editassem documentos do Word, PowerPoint e Excel usando o Office Online.
Em 2019, a Microsoft anunciou "o novo Yammer", que apresentava um redesign baseado no sistema de Fluent Design da Microsoft. Em novembro, eles anunciaram a integração completa ao Microsoft Teams, o produto concorrente da Microsoft ao Slack.
Em fevereiro de 2023, a Microsoft anunciou que o Yammer seria totalmente integrado à sua "plataforma de experiência do funcionário" Viva e ao seu próprio sistema de rede social Viva Engage (derivado do Yammer), com o Yammer sendo gradualmente substituído pelo Viva Engage ao longo de 2023.

## Crítica
O Yammer na ausência de um contrato com a organização, a posição do Yammer é que os dados pertencem aos usuários que se registraram no serviço. Acontece que há outra resposta mais amigável para a empresa que você pode obter se pressionar mais.

## Clientes
Os clientes do Yammer estão disponíveis:
- Windows e MacOS: Incluído no Microsoft 365 (antigo Office 365) ou disponível gratuitamente
- iOS: aplicativo da Microsoft na loja de aplicativos iTunes
- Android: aplicativo da Microsoft no Google Play
- Aplicativo de desktop: Windows 7 + / MacOS x10